# Шатирян, Микаэл Александрович
Микаэл (Михаил Александрович, Микаел) Шатирян (арм. Միքայել Ալեքսանդրի Շաթիրյան; 27 февраля 1916 — 6 декабря 1985) — видный армянский писатель, публицист, общественный деятель.

## Биография
Родился в городе Тифлисе (ныне Тбилиси, Грузия). Среднюю школу окончил в Ереване (Армения). Окончил Московский библиотечный институт. Участвовал в Великой Отечественной войне на Ленинградском фронте в качестве военного корреспондента. В разные годы был директором театра имени Сундукяна в Ереване, начальником Главного управления кинематографии Армении, секретарём правления Союза писателей Армении, главным редактором газеты «Гракан терт», заместителем заведующего отделом культуры ЦК Компартии Армении, главным редактором журнала «Литературная Армения».
Известен как автор нескольких крупных исторических романов: «Солдаты», «Сказание о пальме», «Генерал, рождённый революцией», «Серебряный век».
Также является автором ряда рассказов, пьес и сценариев.

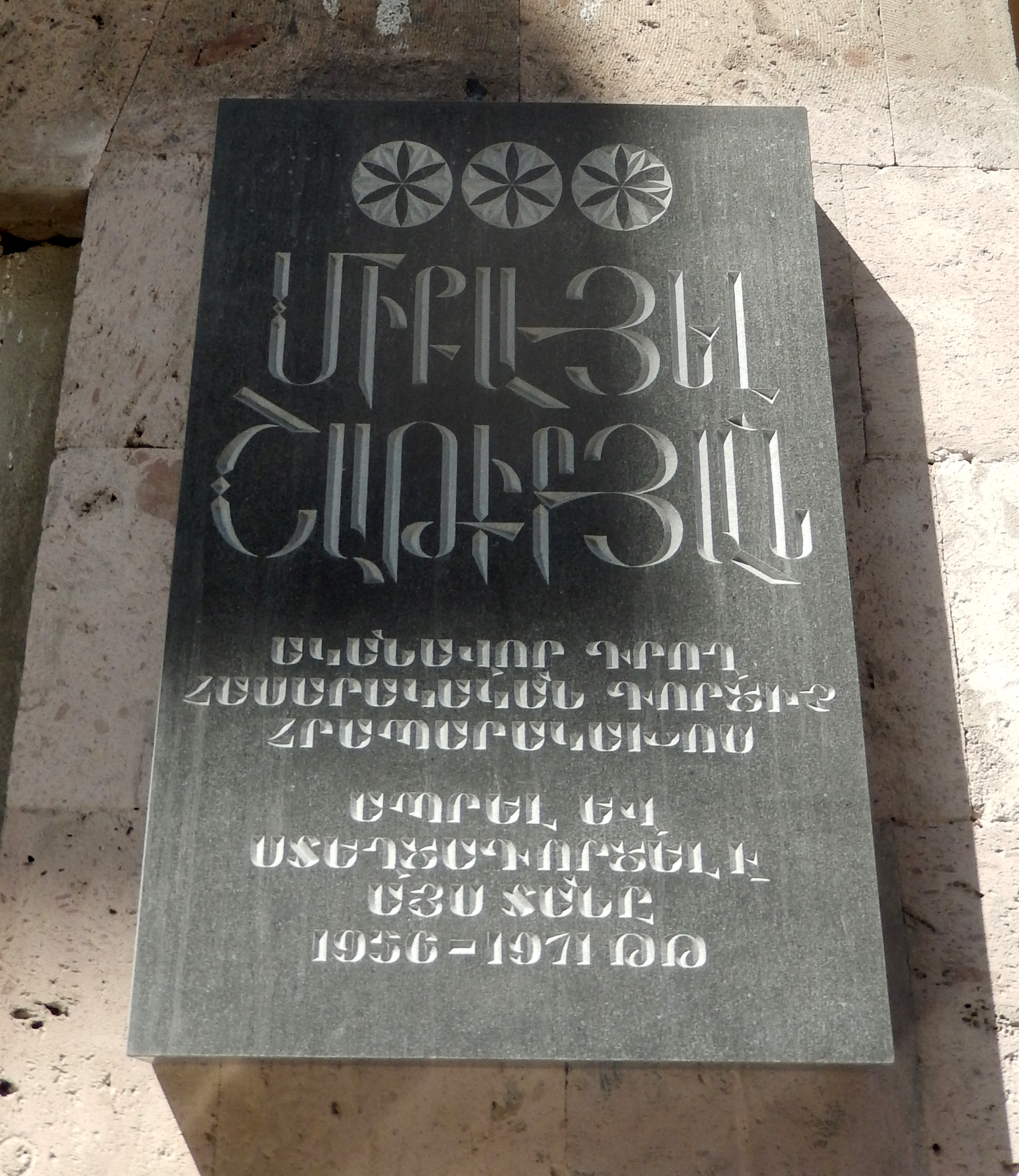
Мемориальная доска в Ереване, ул. Теряна

По повести Микаэла Шатиряна «Музыкантская команда» на киностудии «Арменфильм» был снят фильм «Парни музкоманды».
Произведения М.Шатиряна издавались в Армении, России, Германии, Франции.
Творчество писателя характеризуется сочетанием проведённых им глубоких исторических исследований и высоким художественным содержанием. Ярким примером этого является роман «Серебряный век», посвящённый малоизученному периоду истории армянского народа — Киликийскому Армянскому царству.

## Награды
- Орден Отечественной войны 1 степени (6.04.1985)[3].
- Орден Отечественной войны 2 степени (5.06.1945)[4].
- Орден Красной Звезды (13.10.1944)[5].
- Орден «Знак Почёта» (1971).
- Медаль «За оборону Ленинграда» (3.06.1943)[6].
- Заслуженный деятель культуры Армянской ССР (1985).

## Сочинения
- Гнев земли родной. Роман. М., 1963.
- У моста. Рассказы. М., 1965.
- Музыкантская команда. М., 1970.
- Серебряный век. М., 1987. 480 с.